# 연동형 지진
연동형 지진(일본어: 連動型地震 れんどうがたじしん[*], 영어: Interlocking earthquake)이란, 판 경계간 지진(해구형 지진)이나 판 내부 지진이 여러 개로 연동해서 일어날 수 있다는 가설이다. 연동 관계에 있는 여러 지진은 동시에, 혹은 짧은 시간 간격을 두고 일어난다. 시간 간격을 두고 연동적으로 일어나는 경우에도 광의적 의미의 "연동형지진"이라 할 수 있다. 또한, 이러한 연동 관계에 있는 연동형지진은 일반적인 지진 주기보다 더 짧은 시간 차이로 일어나는 특징이 있다. 역으로 연동형지진 전체적인 지진 간격은 다른 일반적인 해구형지진의 간격보다 더 길다. 일본의 대표적인 연동형지진으로 도카이·도난카이·난카이 지진이 있다.
판 경계간 지진은 매우 넓은 진원지를 가진 초거대지진으로 일어날 수 있는데, 해구의 개별 세그먼트에 일어나는 고유지진이 때로는 여러 세그먼트에 걸쳐 동시에 연동하여 매우 큰 단층파괴가 일어난다고 알려져 있다. 또한 해구형지진이나 활단층형 지진 등 종류에 관계없이 지진은 단층의 높이 차이와 그 파괴가 가장 큰 연관성을 가진다는 가설에서는 연동형지진은 단층파괴가 고유진원지에 멈추지 않고 여러 고유지진의 진원지로 퍼지는 경우를 의미한다. T. 레이 및 가나모리 히로오 교수는 세계의 여러 섭입대를 4종류로 구분하면서 애스패리티의 위치 분포 차이에 따라 연동형지진이 일어나기 쉬운 곳과 어려운 곳이 나눠진다는 애스페리티 모델을 처음으로 발표하였다. 하지만 연동형지진 중에서는 일정한 속도로 침강하는 고착지역에서 애스페리티 파괴가 일어난다는 모델을 적용할 수 없는 경우가 있는데, 2011년 도호쿠 지방 태평양 해역 지진의 경우 본진이나 전진 전에 단층 침강 현상이 일어나지 않았으며 본진 이후에야 침강 현상이 다시 시작되는 등 간헐적인 침강 불균형 현상이 있었다.
여러 지진이 거의 연속해서 일어나는 연동형지진은 단층 파괴도 연속적으로 이어지기 때문에 지진 규모도 거대한 경우가 많다. 또한 거의 동시에 일어난 연동형지진은 인접한 진원지를 따라 단층 파괴가 일어나고 연동 관계에 있는 지진은 시간 차이가 있더라고 진원지가 거의 잇달아 붙어있거나 중복되는 영역이 있는 경우가 많다.
연동형지진은 여러 해역의 단층이 동시에 움직이거나, 서로 근접하거나 붙어 있는 단층이 시간 간격을 두며 단층파괴가 커져 잇달아 일어나는 연동된 지진을 의미하는 것으로, 본진의 진원지에서 떨어졌지만 본진이 다른 단층을 건들어 일어나는 유발지진과는 구분해야 한다.

## 복합지진
지진 현상을 분석해서 하나의 지진이 시공간적으로 두 개 이상의 하위 단층파괴 사건으로 나눌 수 있는 지진을 복합지진(multiple shock)이라고 부른다. 이는 전진이나 여진 현상과는 다르지만 본진에 매우 가까운 전진이나 여진과 구별하기는 어렵다. 1995년 효고현 남부 지진이나 1923년 간토 대지진, 2011년 도호쿠 지방 태평양 해역 지진 등 규모 M7 이상의 지진은 거의 대부분 복합지진의 형태를 띈다.
2012년 4월 일어난 수마트라 지진에서는 우수향 단층→좌수향 단층→좌수향 단층→우수향 단층→우수향 단층으로 여러 개의 공액단층이 활동해 총 Mw8.6 규모로 커졌다. 또한 본진 발생 2시간 후에는 규모 Mw8.2의 지진이 발생했다.
2012년 12월 일어난 산리쿠 해역 지진에서는 규모 Mw7.2의 역단층형 지진이 일어난 지 약 8초 후 규모 Mw7.4의 정단층형 지진이 일어났다.
2016년 4월 일어난 구마모토 지진에서는 구마모토현 지방을 중심으로 일어난 규모 Mj7.3의 본진이 일어난 지 약 32초 후에 오이타현 중부를 진원으로 하는 규모 Mj5.7의 지진이 일어났다.

## 해구의 연동형 지진

### 일본

#### 쿠릴 해구

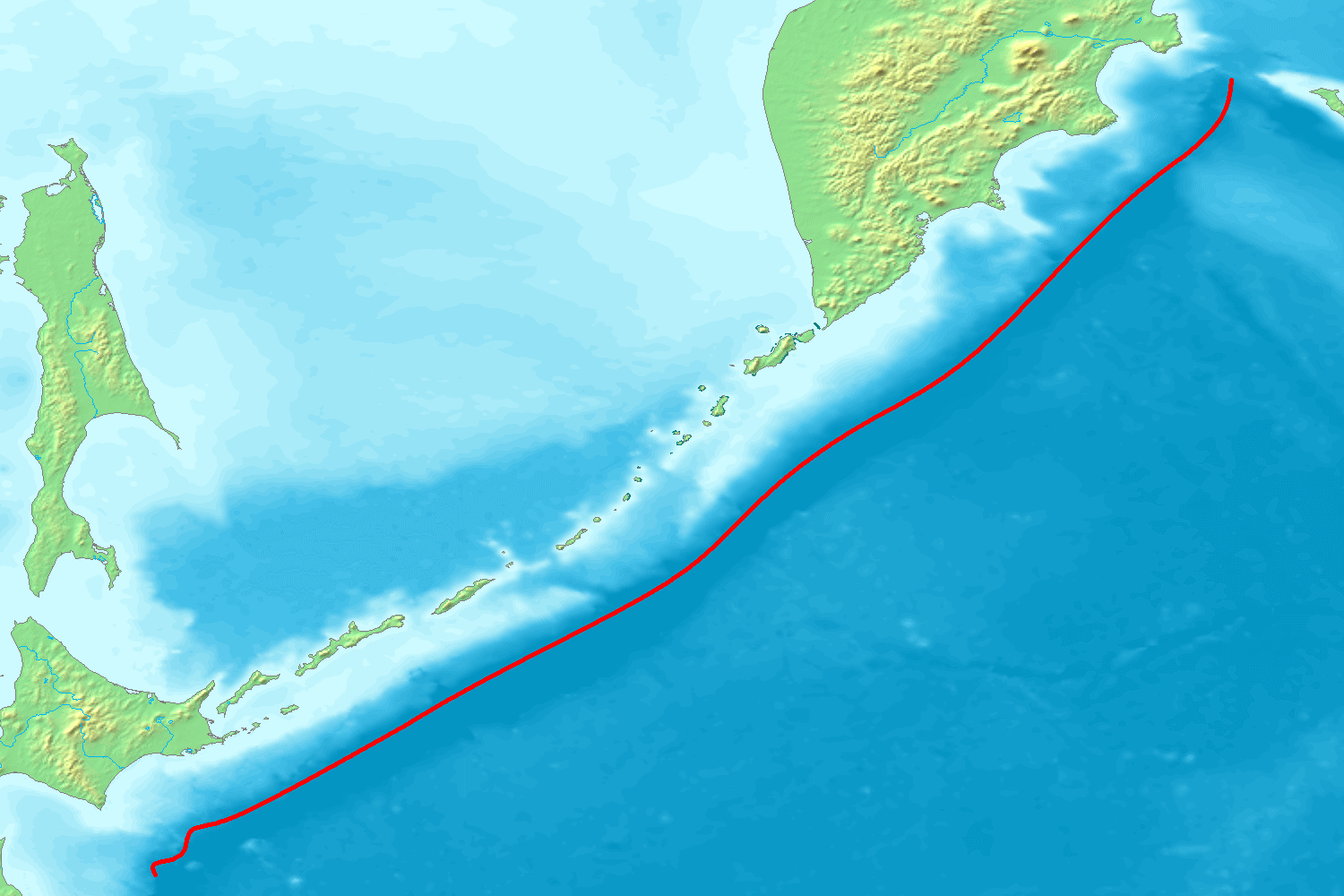
쿠릴-캄차카 해구의 위치 지도.

쿠릴 해구 연동형 (도카치 해역+네무로반도 해역)
홋카이도 태평양 동남쪽 연안의 쿠릴 해구에서는 쓰나미 퇴적물 분석을 통해 과거에 도카치 해역 지진과 네무로반도 해역 지진이 연동해서 규모 M9대의 지진이 일어났었을 가능성이 제기되었다. 일본 산업기술총합연구소(AIST)와 미국 지질조사국(USGS)은 판 구조론에 기반한 컴퓨터 시뮬레이션을 통해 연동형으로 보이는 거대해일 흔적이 2,500년 동안 약 500년 간격으로 총 5번 남았으며 가장 최근에 남은 흔적은 17세기라고 발표했다. 또한 홋카이도 대학 등의 조사에서 홋카이도 남부의 모리정에서 동시기로 추정되는 쓰나미 퇴적물(쓰나미 추정 높이 5 m 이상)이 발견되었다. 이를 통해 기존의 도카치 해역과 네무로반도 해역의 연동형으로만으로는 설명할 수 없으며 진원역이 산리쿠 해역 북부 아오모리현 해역까지 이어지는 거대 연동형지진이 일어났을 수도 있다고 주장하는 연구도 있다.
1952년 도카치 해역 지진+1968년 도카치 해역 지진 연동형 (산리쿠 해역 북부 지진)
모멘트 규모 Mw8.1의 1952년 도카치 해역 지진이 일어난 직후 1968년 도카치 해역 지진(Mw8.2, 실제로는 산리쿠 해역 북부 지진)의 단층파괴 남단부와 산리쿠 해역의 지진(여진) 활동이 활발해졌다. 이후 발생한 1968년 도카치 해역 지진은 본진 지진역과 1952년 도카치 해역 지진의 여진역 사이를 메우는 형태로 발생했다. 이 때문에 두 지진(도카치 해역 지진과 산리쿠 해역 북부 지진)의 진원이 연동해서 단층이 움직일 수 있는 경우도 제안되었으며, 이 경우 최대 규모는 M9급에 달한다는 연구도 있다.

#### 일본 해구

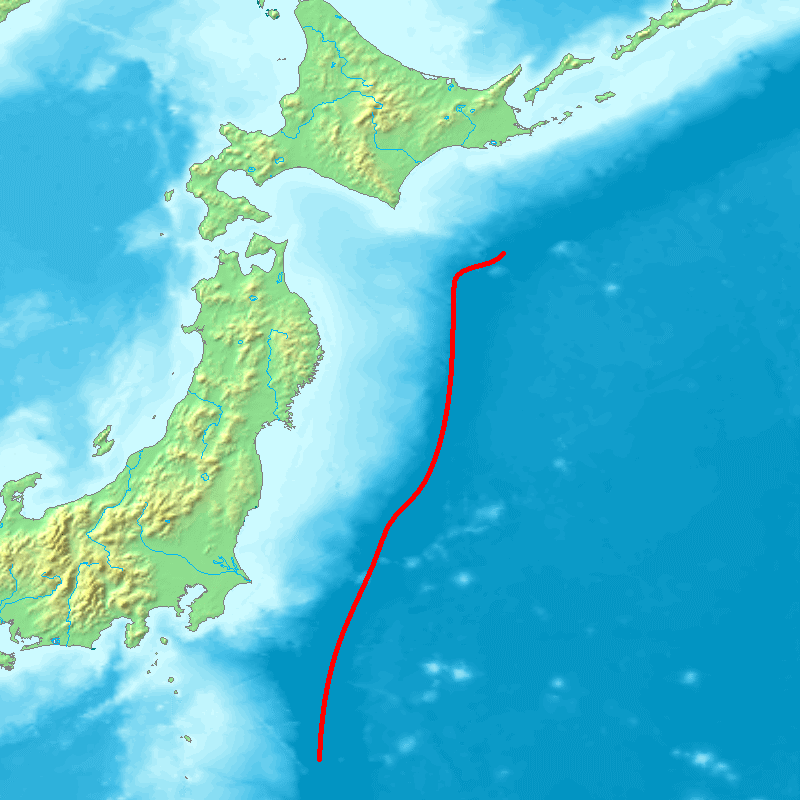
일본 해구의 위치를 그린 지도.

2011년 발생한 도호쿠 지방 태평양 해역 지진은 일본 해구의 산리쿠 해역에서부터 이바라키현 해역까지 남북 500 km, 동서 200 km의 진원역에서 최대 미끄러짐양이 약 20 m 정도의 규모로 총 3개 단층이 매우 짧은 시간 안에 연동해서 단층이 파괴된 일본 역사상 최대 규모인 Mw9.1의 지진이다. 이 때문에 일본 지진조사연구추진본부가 상정한 고유지진의 지역인 산리쿠 해역 중부, 미야기현 해역, 산리쿠 해역 남부 해구 부근, 후쿠시마현 해역, 이바라키현 해역, 산리쿠 해역 북부에서 보소 해역까지의 해구 부근 등 총 6개 진원역을 포괄한 초거대지진이 되었다.
T. 래이(1982년) 등의 애스패리티 모델에서는 일본 해구는 제3형 애스패리티인데, 제3형은 섭입대의 각 세그먼트에 여러 개의 작은 애스패리티가 존재하고 이들이 있을 떈 개별적으로 미끄러지고 가끔 여러 개의 애스패리티가 동시에 움직이는 경우는 있지만 여러 세그먼트가 연동해서 초거대지진이 일어나는 일은 거의 없다고 분석했다. 하지만 일본 해구에서 발생한 2011년 초거대지진은 여러 세그먼트에서 연동해서 일어난 지진으로 기존의 애스패리티 모델과는 완전히 벗어난 형태의 지진이다. 또한 2011년 지진에서는 가장 크게 미끄러짐이 발생한 영역이 3곳으로 확인되지만 단층 미끄러짐 분포에서는 기존에 예상되었던 미야기현 해역과 후쿠시마현 해역의 개별적인 애스페티리가 발견되지 않았다. 그 외에도 2011년 지진으로 멀리 떨어진 곳에서도 지진이 일어나는 유발지진 현상도 관측되었다.
일본 해구 지역은 과거에도 비슷한 규모의 지진이 발생했을 가능성이 있다 추정되는데 869년 조간 지진은 이와테현 해역에서 후쿠시마현 해역 혹은 이바라키현 해역까지를 진원역으로 하는 연동형 초거대지진으로 추정된다. 이는 기존에 후쿠시마현과 미야기현 연안에서 발견된 쓰나미 퇴적물이 이와테현 연안에서도 발견한 것 등을 근거로 한다.
1793년에 일어난 간세이 지진은 추정 진도 분포에서 미야기현 해역 지진 종류로 추정되지만 산리쿠 연안에 1978년 미야기현 해역 지진을 능가하는 2-5 m의 쓰나미가 닥쳤던 것으로 추정되며 지진조사연구추진본부가 상정한 '미야기현 해역' 이외에 "산리쿠 남부 해구 부근"도 연동된 지진으로 추정된다. 하지만 간세이 지진의 진원역은 여러 가지 설이 있으며 1897년 지진과 유사하다는 설, 또는 진원역의 확대가 도호쿠 지방 태평양 해역 지진과 유사해 규모 M8.5-8.6 정도라는 설이 있다.

#### 사가미 해곡

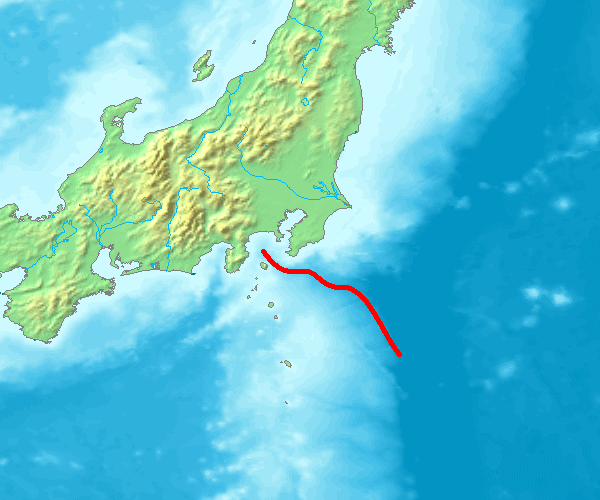
사가미 해곡의 위치를 그린 지도.

사가미 해곡에서 발생하는 규모 M8급 해구형 거대지진은 가나가와현 전역에서 보소반도 서부를 진원지로 하는 1923년 다이쇼 간토 대지진형과 진원지가 이보다도 더 동쪽으로 확대된 1703년 겐로쿠 지진형 두가지 유형이 반복해서 일어나는데 지진학자 시시쿠라 마사노부는 '겐로쿠형'은 '다이쇼형'에 더해 보소반도 동남쪽 해역 '외방형' 진원이 합쳐진 연동형지진일 가능성이 높다고 주장했다.

#### 난카이 해곡

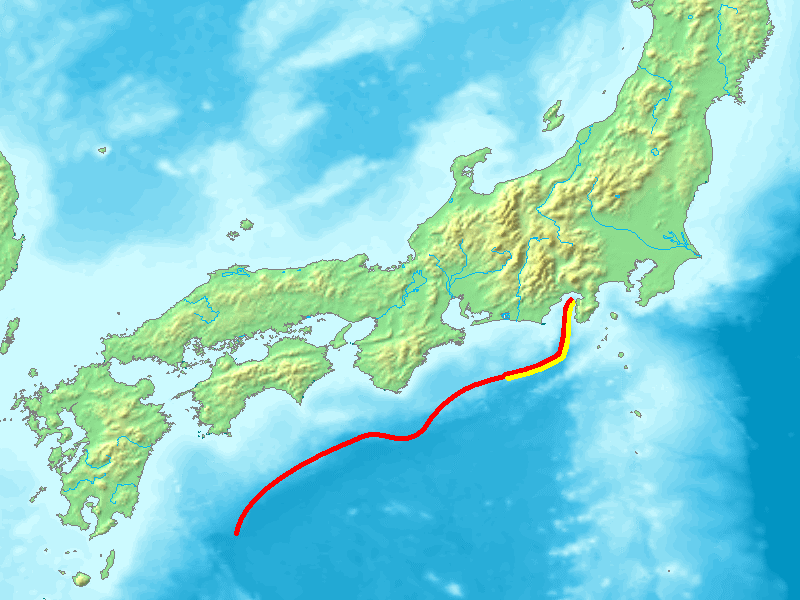
난카이 해곡의 위치를 그린 지도.

난카이 해곡에서는 도카이 지진, 도난카이 지진, 난카이 지진과 같은 거대지진이 100-150년을 주기로 발생한다. 과거의 경험으로 볼 때 이 세 지진은 서로 연동되는 관계에 있으며, 난카이 해곡의 연동형 지진으로 여러 차례 막대한 피해를 입었다. 다만 과거 3연동형 지진에서 스루가 해곡 지역(도카이 지진의 추정 진원역)까지 단층파괴가 일어났냐에 대해서는 호에이 지진을 포함해 확실하게 일어났다는 증거가 발견되진 않았다. 또한 여러 세그먼트의 단층파괴가 거의 동시에 일어난 것으로 알려진 호에이 지진이나 약 32시간 차이를 두고 일어난 안세이 도카이 지진과 안세이 난카이 지진, 약 2년의 차이를 두고 일어난 쇼와 도난카이 지진과 쇼와 난카이 지진과 같이 연동 관계를 둔 지진도 서로 그 연동 발생 간격은 매우 다양하다.
쇼와 시대 도난카이 지진에서는 도카이 지진의 진원지로 추정되는 스루가 해곡 내에서 단층파괴가 일어나지 않아 도난카이 지진만 단독으로 발생(2년 후 난카이 지진도 발생)했지만, 역사적으로 도카이 지진으로 여겨지는 기록은 현재의 도카이 지진과 도난카이 지진의 진원역을 포함한 지진이었을 것으로 추정되며 스루가 해곡 내 도카이 지진의 진원역에서만 거대지진이 단독으로 발생했다는 기록은 지난 1,500년간의 기록에서 확인되지 않는다. 최근까지 역사 문헌의 분석을 통해 난카이 지진이나 도카이-도난카이 지진 단독으로 여겨졌던 일부 지진도 지질조사를 통해 사실 연동형 지진이었을 가능성도 논의되고 있다.
또한 난카이 해곡 서쪽 끝단의 휴가나다 부근을 진원으로 하는 휴가나다 지진도 도카이-도난카이-난카이 3연동지진 또는 난카이 단독 지진과 연동해서 발생할 수 있다는 가설이 제기되고 있다. 구체적으로는 호에이 지진은 진원역이 휴가나다까지 뻗어나갔을 가능성이 있으며, 1498년 휴가나다 지진은 난카이 지진의 일부거나 난카이와 연동되어 일어난 지진으로 추정된다는 연구도 있다.
1707년 호에이 지진은 진도분포나 쓰나미 발생 영역을 통해 1854년 발생한 안세이 도카이 지진과 안세이 난카이 지진 영역을 합친 것과 거의 비슷하며 도카이 해역과 난카이 해역에서 거의 2개의 지진이 동시에 발생했다고 추정되었다. 호에이 지진은 도카이 지진(이후로는 전부 도카이 지진+도난카이 지진을 의미한다)과 난카이 지진이 시간차를 두고 일어났는지 혹은 동시에 일어났는지는 문헌 기록만으로는 알기 어렵지만 시간적으로는 두 지진을 분리할 수 없다 보고 난카이 해곡 거의 전역의 단층파괴가 일어난 연동형지진으로 파악된다. 도카이 지진의 진원역 약 300 km, 난카이 지진은 약 400 km로 호에이 지진의 진원역은 거의 700 km로 진원역이 더 길어졌을 뿐 아니라 단층이 미끄러진 폭도 더 커져 도카이 지진과 난카이 지진이 합쳐져야지만 2004년 인도양 지진해일과 비교할 수 있는 초거대지진이 될 수 있다고 추정했다. 하지만 호에이 지진은 안세이 도카이 지진과는 달리 호에이 지진의 진원 동쪽 끝은 스루가만 안쪽(스루가 해곡)이 포함되지 않는다는 연구도 있으며 반대로 서쪽 끝의 경우 휴가나다 해역까지 확대하지 않으면 규슈 동쪽과 제주도에 덮친 쓰나미를 설명할 수 없다는 연구도 있다. 또한 스루가만 인근의 지각변동과 진도 분포를 통해 호에이 지진은 단순히 도카이 지진과 난카이 지진의 연동으로만 볼 수 없다는 연구가 있다.
위의 지진 외에도 도카이-도난카이-난카이 3연동지진에 더해 해일지진으로 추정되는 1605년 게이초 지진의 진원역으로 추정되는 난카이 해곡 부근의 영역(판 경계 중 극히 얕은 부분)과 연동될 경우 최대 M9급의 초거대지진이 일어날 가능성이 존재한다는 연구도 있다. 이 경우 쓰나미 높이도 단순 3연동지진과 비교해 최대 1.5배에서 2배 높아질 수 있다.

##### 류큐 해구 포함 연동형 지진

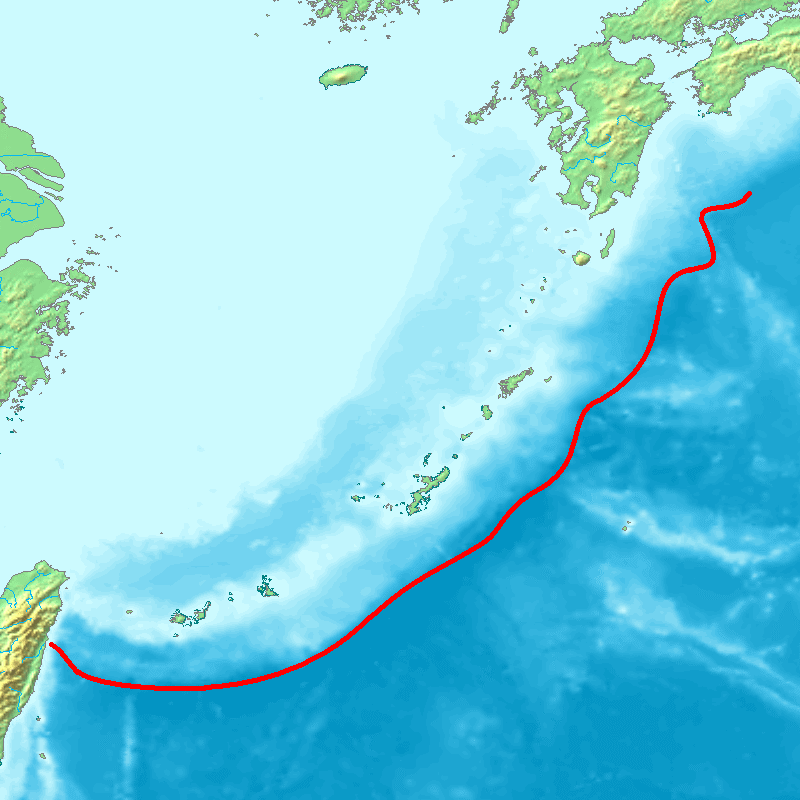
류큐 해구의 위치를 그린 지도.

난카이 해곡의 서남쪽 끝에서 이어지는 아마미 군도 해역의 류큐 해구까지 길이 약 1,000 km의 단층이 연동되어 파괴돼 진원역의 길이가 2004년 인도양 지진해일에 달할 정도로 매우 길고 규모도 M9급인 연동형 지진, 혹은 M9급의 초거대지진 두개가 서로 연동해서 발생할 수 있다고 주장하는 연구가 있다. 이는 시즈오카현의 오마에곶, 고치현 무로토곶, 가고시마현 기카이섬 3개 해안에 있는 평균 1,700년 간격(가장 최근은 약 1,700년 전)의 4개 융기대로 구성된 융기 지형이 난카이 해곡으로 발생한 융기지형보다 더 큰 규모로 만들어졌다는 근거로 세워진 가설이다.
또한 동일본대진재 이후 오키나와현이 독자적으로 시행한 지진피해상정조사에 따르면 류큐 해구에서 최대 규모의 3연동형 지진(오키나와섬 동남쪽 해역 지진 3연동)이 발생할 경우 최대 M9급의 초거대지진이 일어날 수 있다고 가정하고 있다.

### 일본 외 지역

#### 자바 해구
자바 해구에서 일어난 2004년 인도양 지진해일은 수마트라섬 서북부의 니아스섬에서부터 북쪽의 인도령 안다만 니코바르 제도까지 길이 1,000-1,600 km에 이르는 단층(판 경계면)이 연속적으로 파괴되어 일어난 규모 Mw9.1-9.3의 초거대지진이다. 이 지진은 1861년, 1881년, 1941년 수마트라섬 해역에서 발생한 규모 M8급 지진의 진원역을 전부 포괄하는 형태로 발생했으며 2004년 지진은 에너지가 세 지진을 합친 것보다 훨씬 더 많았다.
2004년 지진은 수마트라 세그먼트, 니코바르 세그먼트, 안다만 해역 세그먼트 각각이 남쪽에서부터 순차적으로 움직인 연동형 지진으로 추정된다. 일반적인 지진은 단층의 길이, 폭, 미끄러짐양이 유사한 비율로 나타난다는 법칙이 있긴 하지만 이 지진처럼 단층 길이가 1,000 km가 넘는 경우에는 법칙을 단순하게 적용할 수 없으며 수마트라, 니코바르, 안다만 해역 각각 개별 세그먼트로 분석하면 종횡비(단층 길이 L/폭 W)가 대표값인 2.0에 가깝다.
- 2004년 인도양 지진해일 (2004년 12월 26일 발생, 규모 Mw9.1)
- 2005년 니아스-시멀루에이 지진 (2005년 3월 28일 발생, 규모 Mw8.6)
- 2007년 9월 수마트라섬 지진 (2007년 9월 12일 발생, 규모 Mw8.5)

#### 알류샨 해구
미국 알래스카주에 있는 알류샨 해구에서도 연동형 지진이 발생할 때가 있다. 아래는 그런 지진의 목록이다.
- 1957년 앤드리애노프 제도 지진 (1957년 3월 9일 발생, 규모 Mw8.6)
- 1965년 래트 제도 지진 (1965년 2월 3일 발생, 규모 Mw8.7)

## 활단층의 연동형 지진

### 일본의 단층

#### 주오 구조선
1596년 9월 1일 주오 구조선을 따라 게이초 이요 지진이 발생한 지 3일 후인 9월 4일에는 호요 해협을 두고 반대편에서 게이초 분고 지진이 일어났다. 또한 다음 날인 9월 5일에는 롯코-아와지섬 단층대와 아리마-다카스키 단층대에서 본 지진의 유발지진으로 추정되는 게이초 후시미 지진도 발생했다. 세토 내해 연안의 주오 구조선을 따라 일어난 세 지진은 옛 문헌에서는 서로 날짜가 뒤섞여 기록된 경우도 있지만 게이초 분고 지진과 후시미 지진과 가까운 7일 이내에 시코쿠의 주오 구조선을 따라 이 세 지진과 연동되는 기록에 없는 대지진이 발생했을 가능성에 대해 논하는 연구가 있다.
쓰지 요시노부는 세 지진은 주오 구조선에서 일어난 일련의 지진 활동에 해당한다고 분석했고, 2006년 오카다 아쓰마사도 9월 1일부터 5일까지 주오 구조선 단층대가 연동하여 연속적으로 활동했을 가능성이 높다고 주장했다.

#### 기타 단층
1586년 1월 18일 일어난 덴쇼 지진은 긴키 지방에서 도카이 지방까지 호쿠리쿠 지방에서 일어난 1891년 노비 지진을 넘는 규모로 넓은 범위에서 막대한 피해가 발생했다. 히다국의 시라카와 단층, 이세만 혹은 현대 기후현에 있는 아테라 단층, 1998년 조사에서 지진 활동이 밝혀진 요로 단층까지 여러 가지 설이 있지만 대부분의 가설에서는 여러 단층이 연동해서 거의 동시에 움직였다고 분석한다.
1891년 발생한 노비 지진은 노비 단층대 중 네오다니 단층, 우메하라 단층, 누쿠미 단층 서북부가 움직였으며 단층 이동 범위는 후쿠이현 경계(후쿠이현 노지리정)에서 시작해서 기후현을 거쳐 아이치현 경계까지 달한다. 또한 분기하는 기후-이치노미야 단층 등 총 5개 단층이 한꺼번에 움직였다는 단층 모델도 있다. 지진의 규모는 대륙판 내부 지진(활단층형 지진)으로는 일본 역사상 가장 큰 규모인 M8.0으로 추정되며 사망자는 7,273명, 부상자는 17,175명, 전소 가옥 142,177채를 기록하며 일본 내에서는 "신묘진재"라고도 불린다.
2016년 발생한 구마모토 지진에서는 히나구 단층대와 후타가와 단층대라는 2개 단층대가 교차하는 지점에서 4월 14일 M6.5의 전진이 발생했으며, 4월 16일에는 후타가와 단층대에서 본진인 M7.3의 지진이 일어나 두 단층대가 서로 연동해서 지진이 발생했다는 주장도 존재한다.

### 일본 외 지역
1811년 12월 16일부터 이듬해인 1812년 2월 7일까지 미국 중서부의 뉴매드리드 지진대에서 발생한 4차례의 지진(뉴매드리드 지진은 아칸소주 동북부와 미주리주 부츠힐 지역 등 뉴매드리드를 중심으로 약 300만 km²의 넓은 지역에 규모 M7-8 사이에 이르는 지진을 연달아 일으켜 영향을 주었다. 이는 미국 동부 역사상 가장 큰 규모의 지진이다.
1992년 미국 캘리포니아주에서 발생한 1992년 랜더스 지진(Mw7.3)은 육상 활단층에서 발생한 3연동형 지진으로 알려져 있으며 지진 발생 후 수 시간만에 약 40 km 떨어진 곳에서도 큰 지진이 발생했다.

## 같이 보기
- 해구형 지진
- 유발지진